# Friends (Scooter)
A Friends a Scooter 1995-ben megjelent kislemeze, a harmadik az együttes bemutatkozó, …And the Beat Goes On! című albumáról. A kislemez aranylemez lett Németországban, ezzel sorozatban a Scooter harmadik bearanyozódott kislemeze lett. Az albumváltozathoz képest jelentős változtatásokat eszközöltek, gyakorlatilag a refrénen kívül mindent módosítottak.
Ebben a számban tűnik fel először a később védjegyükké váló magas frekvenciájúra torzított énekhang (HPV) is. Noha népszerű dal volt, koncerteken nagyon ritkán bukkan már csak fel, és akkor is már csak a 2011-es, átalakított változatában (Friends Turbo).
A refrén saját elmondása szerint Ferristől származik, aki egy XVIII. századi német dal harmóniáit hallgatva asszociált erre a dallamra.

## Számok listája
A "Single Edit" került fel a legtöbb válogatáslemezre, a hosszabb változat zongorás felvezetése hallható a videoklip alatt, illetve koncerteken is így kezdődött.
1. Friends – 04:40
2. Friends (Single Edit) – 03:47
3. Friends (Ramon Zenker Club Mix) – 05:32
4. Friends (Jeyenne Mix)- 04:30

Az ausztrál kiadásra felkerült az Endless Summer Datura Remixe, a Hyper Hyper, és a Move Your Ass Platinum People Remixe. A bakelitváltozatról lemaradt a Single Edit, a görög bakelitváltozatról viszont a Jeyenne Remix. A spanyol bakelitváltozaton a Move Your Ass is helyet kapott, Olaszországban viszont a Fun Factory "I Wanna Be With You" című számával került egy lemezre.

## Más változatok
Élőben játszott változata hallható a 2004-es "10th Anniversary Concert" című kiadványon.2009-ben a Hands On Scooter albumon a Klostertaler sramli-stílusban dolgozta át a szerzeményt, 2014-ben a The Fifth Chapter második lemezére pedig egy NRG-remix került fel.
2011-ben a dalt a Turbo című holland film kedvéért újrafelvették, "Friends Turbo" címmel. A zenei alapokat modernizálták, emellett kicsivel több szöveget is kapott.
Olga Scheps a "100% Scooter - Piano Only" című 2017-es kiadványon zongorára átírva játssza a dalt.
2018-ban "Friends Turbo" változatban ismét bekerült a koncertrepertoárba, ahol a záró medleyben az "Endless Summer" középső részének helyén szól.

## Videoklip
A "Friends" klipje Párizsban játszódik és ott is vették fel. Benne egy kislány látható, akit bigottan konzervatív szülei nem engednek ki a való életbe. Egyszer csak megelégeli a dolgot, kiugrik a család autójából, és rohan játszani a többi gyerekkel. Közben a Scooter tagjai is láthatóak a városban, ahogy egy régi autóval furikáznak fel-alá.

## Közreműködtek
- H.P. Baxxter (szöveg)
- Rick J. Jordan, Ferris Bueller (zene)
- Ramon Zenker
- Jeyenne
- Marc Schilkowski (borító)